# Rolschaatsclub de Lichtstad
El Rolschaatsclub de Lichtstad (o simplement RC Lichtstad) és un club d'hoquei sobre patins de la ciutat neerlandesa d'Eindhoven. Va ser fundat l'any 1965.
És l'equip amb més títols dels Països Baixos amb 16 Lligues i 8 Copes.
A nivell internacional s'ha de destacar que va ser finalista de la Copa de la CERS de 1981, perdent la final amb el GD Sesimbra.

## Palmarès
- 16 Lligues dels Països Baixos: 1970, 1974, 1975, 1977, 1978, 1979, 1981, 1983, 1984, 1992, 1993, 2000, 2001, 2012, 2013 i 2014
- 8 Copes dels Països Baixos:1979, 1981, 1983, 1985, 1992, 1993, 2002, 2011